# Samsung Galaxy A5 (2016)
Samsung Galaxy A5 (2016) o Samsung Galaxy A5 2016 Edition es un teléfono inteligente Android desarrollado por Samsung.

## Hardware
Samsung Galaxy A5 (2016) funciona con el SoC Exynos 7580 (Exynos 7 Octa) con procesador octa-core de 64 bits a 1,6 GHz y procesador de gráficos Mali T720-MP2. El teléfono inteligente tiene 2 GB de RAM y 16 GB de almacenamiento interno eMMC con soporte para tarjetas MicroSD extraíbles de hasta 128 GB. La tarjeta MicroSD del dispositivo permite la inserción de una tarjeta SIM, por lo que también se puede utilizar en modo Dual SIM.

### Detalles de hardware ampliados

#### Pantalla
- Tecnología: Super AMOLED
- Tamaño: 5,2 pulgadas (132 mm)
- Resolución: 1080x1920 (FullHD)
- Profundidad de color: 16M
- Densidad de píxeles: 424 PPI
- Compatibilidad con S Pen: No

#### Memoria
- RAM: 8GB
- ROM: 256GB
- Compatibilidad con memoria externa (ranura microSD): hasta 128 GB

#### Sensores
- Acelerómetro, sensor geomagnético, sensor Hall, sensor de proximidad, sensor de luz RGB

#### Audio y video
- Resolución de grabación de video: FHD (1920 x 1080 píxeles) a 30 fps
- Formatos de reproducción de video: MP4, M4V, 3GP, 3G2, WMV, ASF, AVI, FLV, MKV, WEBM
- Resoluciones de reproducción de video: FHD (1920 x 1080 píxeles) a 30 fps
- Formatos de reproducción de audio: MP3, M4A, 3GA, AAC, OGG, OGA, WAV, WMA, AMR, AWB, FLAC, MID, MIDI, XMF, MXMF, IMY, RTTTL, RTX, OTA

#### Cámaras

##### Cámara principal (trasera)
- CMOS único de 13 MP, apertura f/1.9, flash, enfoque automático

##### Cámara frontal
- CMOS único de 5 MP, apertura f/1.9, enfoque fijo

##### Conectividad
- ANT+: Sí
- Versión USB: 2.0
- Tecnologías de localización: GPS, GLONASS
- Puerto de audio: conector de audio de 3,5 mm
- MHL: No
- WiFi: 802.11 b/g/n 2,4 GHz
- Wi-Fi Directo: Sí
- Compatibilidad con DLNA: No
- NFC: Sí
- Versión Bluetooth: 4.1
- Perfiles de Bluetooth: A2DP, AVRCP, DI, HFP, HID, HOGP, HSP, MAP, OPP, PAN, PBAP, SAP
- Sincronización con PC. Samsung Smart Switch

##### Batería
- Capacidad de la batería estándar: 2900 mAh, no extraíble
- Carga rápida: Sí
- Tiempo establecido de uso de Internet (3G): hasta 14 h
- Tiempo establecido de uso de Internet (LTE): hasta 14 h
- Tiempo establecido de uso de Internet (Wi-Fi): hasta 16h
- Tiempo de reproducción de video indicado: hasta 14 h
- Tiempo de reproducción de audio indicado: hasta 75 h
- Tiempo de conversación establecido: hasta 16 h (3G W-CDMA)

## Diseño
Samsung Galaxy A5 (2016) tiene un cuerpo de aluminio y vidrio, a diferencia del Samsung Galaxy A5 (2015), el A5 (2016) tiene una pantalla más grande de 5,2 pulgadas en comparación con la pantalla de 5 pulgadas de su predecesor Galaxy A5. La pantalla del A5 (2016) está protegida por Corning Gorilla Glass 4, también en la parte posterior del teléfono.

## Software
El Samsung Galaxy A5 (2016) se lanzó con el sistema operativo Android 5.1.1 "Lollipop". Samsung lanzó la actualización de Android 6.0.1 "Marshmallow" y la actualización de Android 7.0 "Nougat". Las características del Samsung Galaxy A5 (2016) incluyen capacidades de Samsung Pay (MST) y tecnología de reconocimiento de voz S Voice.

## Disponibilidad
Samsung Galaxy A5 (2016) se lanzó en China el 15 de diciembre de 2015. A partir de abril de 2016, el Samsung Galaxy A5 (2016) ya está disponible en Europa, África, América Latina y Asia.

## Variantes
| Modelo      | Procesador                 | tarjeta SIM | Región                                                                         |
| ----------- | -------------------------- | ----------- | ------------------------------------------------------------------------------ |
| SM-A510F    | Samsung Exynos 7 Octa 7580 | Soltero     | Europa (algunos países), Israel y Sudáfrica                                    |
| SM-A510F/DS | Samsung Exynos 7 Octa 7580 | Doble       | Rusia, Kazajistán, Ucrania y países del Cáucaso (Armenia, Azerbaiyán, Georgia) |
| SM-A510FD   | Samsung Exynos 7 Octa 7580 | Doble       | Medio Oriente, África, Asia                                                    |
| SM-A510Y    | Samsung Exynos 7 Octa 7580 | Soltero     | Australia y Nueva Zelanda                                                      |
| SM-A510Y/DS | Samsung Exynos 7 Octa 7580 | Doble       | Filipinas y Taiwán                                                             |
| SM-A510M    | Samsung Exynos 7 Octa 7580 | Soltero     | América Latina                                                                 |
| SM-A510M/DS | Samsung Exynos 7 Octa 7580 | Doble       | Brasil                                                                         |
| SM-A5100    | Snapdragon 615 de Qualcomm | Soltero     | China y Hong Kong                                                              |
| SM-A510S    | Samsung Exynos 7 Octa 7580 | Soltero     | Corea del Sur (SK Telecom)                                                     |
| SM-A510K    | Samsung Exynos 7 Octa 7580 | Soltero     | Corea del Sur (Corporación KT)                                                 |